# 安田猛 (野球)
安田 猛（やすだ たけし、1947年4月25日 - 2021年2月20日）は、福岡県築上郡椎田町（現：築上町）出身のプロ野球選手（投手）・コーチ、評論家。

## 経歴

### プロ入り前
進学校・小倉高校では3年次の1965年に春の選抜へ出場したが、市立和歌山商との1回戦で岡本喜平と投げ合った末に惜敗し、同校はこの大会で準優勝。春季九州大会では佐伯鶴城との決勝で山中正竹との投げ合いに敗れ、夏の選手権福岡大会では準決勝に進んだものの、三池工業の上田卓三の前に完封負け。同校は福岡大会ばかりか、夏の甲子園でも優勝した。
高校卒業後は明治大学に進学予定であったが、たまたま観戦した早慶戦の影響で、1966年に一般入試で早稲田大学教育学部へ進学。合格発表のため上京した日に父を亡くしている。野球部では東京六大学野球リーグ通算18試合に登板し、4勝2敗という成績を残した。肘を痛めて速球が投げられなくなり、同期で自身と同じ左の小坂敏彦が早くから台頭していた影響で、2年次の1967年までリーグ戦への登板機会がなかった。
1968年には秋季リーグの優勝に貢献。法政との対戦では、1年時からエースとして活躍していた山中と再び投げ合った末に、2対1の完投勝利で高校時代の雪辱を果たした。
同期生からは自身以外にも、小坂、谷沢健一、荒川堯、小田義人など6人の選手が卒業後にプロ入りしたが、安田自身は直接プロ入りせず、大学卒業後の1970年に小田と揃って早大出の野村徹監督の大昭和製紙へ入社。ここでも速球が投げられないことがネックとなって大学先輩の三輪田勝利らの影に隠れていたが、1年目の同年からリリーフの切り札として頭角を現し、都市対抗では予選敗退寸前にまで追い込まれながらも、本選開催の1ヶ月前にようやく予選を突破。尚、他チームの結果待ちで予選リーグ敗退が確実だったためにその後夫人となる女性と東京でデートしたという。安田は、早大の先輩である長倉春生捕手からのアドバイスをきっかけに遅いボールの投げ方へ取り組んだところ、本戦までのわずか1ヶ月間で時速60km/h程度のスローボールを投げられるようになった。
本戦では、山根政明との継投で活躍。初戦となった2回戦から決勝までの全5戦にロングリリーフで登板し、スローボールを駆使。都市対抗の予選では打たれまくっていた安田はこのボールを武器に乗り込むと、他チームの打者たちはあまりの緩急さに内野ゴロの山を築いていった。準決勝で山中と岡本を擁する住友金属に勝利し、三菱重工神戸との決勝は引き分けで再試合にもつれ込んだものの、再試合で7回からの好救援など通算で11イニングを投げた末にチームを優勝へ導き、最優秀選手として橋戸賞を受賞。生前に安田は、同年の都市対抗を「野球人生のターニングポイント」に挙げていた。
1971年は都市対抗2年連続出場を果たし、電電近畿との1回戦では先発の加藤初が先制を許したことを受けて救援で好投したが、チームは初戦で敗退した。同年のドラフト6位で、ヤクルトアトムズに入団。

### 現役時代
安田は「体格と球速の面ではプロ野球で通用しない」と自覚しつつも、「自分にとっては神様のような存在の王貞治や長嶋茂雄を相手に、一度でいいから勝負したい」との一心でNPB入りを果たす。
1972年には新人ながらリーグ最多の50試合に登板。7勝5敗・防御率2.08という好成績で最優秀防御率のタイトルを獲得し、新人王に選出された。4月22日の巨人戦（後楽園）で迎えた3番・王との初対戦は、ストレートの四球であったため、一塁に出塁した王に対して思わず「すみません」と謝ったという。続く4番・長嶋にも初球から2球連続でボールと判定されたものの、3球目で三塁へのゴロに打ち取れたことから、ベンチへ戻るなり嬉しさのあまり溜息を付いた。1年目オフの契約更改には当時結婚したばかりの妻を同伴させ、安田によれば、「契約更改はプロ野球選手にとって最も大事な交渉の場なので、『1年間働いた末に新人王という実績を挙げた亭主が、球団に要求した待遇をどこまで勝ち取れるのか』というところを新妻に見せたかった」とのことである。その交渉で高給を勝ち取ったにもかかわらず、現役のプロ野球選手としては珍しく、入団から数年間はオフにアルバイトとして百貨店に勤務。報酬（アルバイト料）は二の次で、足腰の鍛錬や社会人としての常識の体得を兼ねて、自転車で歳暮を配達していたという。
1973年には、前年に続いて、公式戦でリーグ最多の53試合に登板。通算の防御率は2.02で、最優秀防御率のタイトルを2年連続で手にしたほか、リーグ最多の無四球試合（5試合）を記録。さらに、7月17日の阪神戦8回裏から9月9日の同カード（いずれも甲子園）8回裏まで、81イニング連続無四死球のプロ野球公式戦記録を樹立。田淵幸一への敬遠四球の後（和田徹との対戦）から始まって、田淵への敬遠四球（詳細後述）で終わったが、1シーズン内で樹立された連続記録としては2020年のNPBシーズン終了時点で最長に当たる。記録達成がかかって9月9日のカードでは、8回裏まで阪神打線を2安打無得点に抑えていた。9回裏に2死から遠井吾郎の二塁打などで同点へ追い付かれると、なおも2死二塁のピンチで田淵を敬遠。「（8回裏に）記録を作ったんだから、もういいだろう」という三原脩監督の指示による敬遠で、安田自身は後に「（敬遠の指示に）ガッカリしたつもりはなかった」と述懐しているが、実際には次打者の池田祥浩への初球でカーブを投じたところ、サヨナラ本塁打を許してしまった。
1974年には、4月の関西遠征中に新日鉄堺グラウンドで投球練習へ臨んでいた際に、右膝の半月板を損傷。一時は歩けなくなるほどの重傷であったが、シーズン中に復活すると、前年に比べて登板回数が半減しながらも9勝を挙げた。先発へ事実上専念した。
1975年から4年連続2桁勝利をマークし、この時期には、右の松岡弘に並ぶエースとして毎年15勝前後の勝ち星を挙げていた。同年オフの11月8日には「東京六大学野球連盟結成50周年記念試合プロOB紅白戦」メンバーに選出され、早大の先輩である荒川博監督率いる白軍の選手として出場。
1977年までは3年連続でリーグ最多無四球試合を記録。王が公式戦通算本塁打世界記録の756本塁打達成を間近に控えていた1977年には、9打席で無安打（1四球）に抑えていながら、王が9月3日の対戦（後楽園）で鈴木康二朗を相手にこの記録を達成した翌4日の対戦で757号本塁打を浴びてサヨナラ負けを喫している。
1978年には開幕投手に起用されると、15勝を挙げて球団史上初のリーグ優勝に大きく貢献。阪急との日本シリーズでは、第1戦の先発を任されたが、8回に崩れた末に逆転負けを喫した。第4戦でも先発に起用されたものの、4失点（自責点3）で2回の途中に降板。オフに近鉄バファローズとのトレードが進められていたが、松園尚巳オーナーに「出されるならユニフォームを脱ぐ」と直訴して残留している。
1979年からは成績が低迷。
1981年には左膝の半月板も損傷したため、同年限りで現役を引退。

### 現役引退後
引退後もヤクルト一筋に一軍投手コーチ（1982年 - 1986年, 1990年 - 1994年）、スカウト（1987年 - 1989年）、先乗りスコアラー、編成部長を歴任し、スカウト時代には高校時代無名であった加藤博人・野口寿浩を発掘。コーチ2期目には豊かな発想とユニークな練習方法で高津臣吾を指導し、2年連続リーグ優勝と1993年の日本一に貢献。
1993年には1月18日・翌19日に同期で二軍打撃コーチの小田と共に古巣・大昭和を指導し、これがプロから社会人へのコーチ派遣初解禁、初ケースになった。
スコアラー転身後は対戦チームのデータを分析することや、相手選手の癖を見抜くことが得意とした。オリックスと対戦した1995年の日本シリーズではイチローの弱点を洗い出したうえで、振り子打法のタイミングを崩す配球術を投手陣に伝授したところ、投手陣はイチローを5試合通算で19打数5安打（打率.263）1本塁打2打点と抑え込んだ末にチームを優勝へ導いた。野村克也監督からは「イチロー封じ」に大きく貢献したこともあって、「日本一のスコアラー」「名スコアラー」と称されていたが、安田本人はこのように高い評価を受けてからも、コーチとして投手を育てることに再び意欲を見せていた。
2000年にはヤクルト球団からの派遣扱いで、シドニーオリンピック日本代表のスコアラーも務めた。2004年にはアテネオリンピック日本代表のスコアラーも務め、2003年のアジア最終予選を前に柴田猛アドバイザースコアラー（戦略アドバイザー）と共に韓国と台湾に飛んで、両チームの代表選手のデータ収集に奔走した。一方、キューバ代表に関しては、五輪本大会を前にした7月13、14日に日本で行われた日本代表との壮行試合2試合と、社会人などを相手にした練習試合にも全試合に同行してデータ収集を行って本大会に臨んでいた。その一方でオーストラリア代表のデータは収集できず、コーチ陣はほとんど手探りで攻略するしかない状態であった。高木豊守備・走塁コーチは「はっきり言って僕はスコアラーの怠慢だと思いますよ」と指弾し、柴田に「もっとデータはないんですか」と聞いたところ、メンバー表のような紙が1枚来ただけであった。一方の安田も会場に入れる人数制限もあり、五輪の本大会の途中から合流しており、全試合を観ていなかった。
2007年に4勝7敗で初めて負け越すなど不調に苦しむ石川雅規にシュートの握りや投げ方についてアドバイスし、2008年から石川は再び4年連続で2桁勝利を飾った。
2009年限りでヤクルトを退団する。
2010年からは夕刊フジ評論家に就任。評論活動と並行しながら、JR東日本臨時投手コーチも務め、自身と同じ左腕の田嶋大樹などを指導。
2012年には、1月20日付で日本学生野球協会から学生野球資格の回復を認定。この認定によって、同協会に加盟する高校・大学の硬式野球部に所属する選手を指導できるようになった。
2017年1月から母校・小倉高のコーチに就任。コーチ就任の翌2月に体調を崩したため、病院で診察を受けたところ、スキルス性の胃がんがステージ4まで進行していることが判明。診察した医師から「余命1年」と宣告されたため、3月10日付でコーチを退任。退任後は、6週間に1回のペースで東京都内の病院へ入院。入院のたびに抗がん剤の投与を72時間受ける生活を繰り返すことによって、がんの進行を食い止めながら、小倉高での指導を不定期で続けていた。
2019年7月11日には、ヤクルト球団が設立50周年を記念して神宮で催したOB戦でピッチングを披露。この時点で末期のがんに冒されていたため、以降は公の場へ姿を見せずに闘病へ専念していた。
2021年2月20日、胃がんのため東京都内の自宅で死去。73歳没。

## プレースタイル
- プロ野球の投手としては小柄な身体ながら、サイドスローから投じられるボールの制球力の高さ、緩急自在の投球術、機敏な動きなどから、「ペンギン投法」という異名で野球ファンに親しまれた。投球術については、高校時代からのライバルで自身と同じ左投手だった山中のピッチングを参考に、「右打者の外角をうまく突けば抑えられる」というパターンを確立していた[8]。
- 左のサイドスローから繰り出す球はいずれも遅く、ストレートの球速も130㎞/h程度であった。その一方で、変化球の癖はかなり強く、チェンジアップが掛かりながらストライクゾーンへゆっくりと到達したという。ヤクルトでの現役時代には「技巧派」という評価が定着していたが、安田自身は「ボールの遅い本格派投手」を自認していて[18]、球種についても「1つの球種だけでもスピードの差で3種類投げ分けていたから、自分でも分からない」と答えている[34]。
- ヤクルト入団後は王や遠井といった左打者との相性が良く、遠井には「安田の顔を見ると打てる気がせん」とまで言わしめていた[14]。王に対しても、1980年に現役を引退するまでの通算9年間で、対戦打率を.254[35]、被本塁打数を10本にとどめている[36]。当の安田は、現役を引退してから、王を敬遠四球で一度も出塁させなかったことを自負。「配球は他の左打者との対戦と同じだが、（王の代名詞であった）一本足打法のタイミングを崩そうと、モーションを1球ずつ変えていた」と告白している[18]。ちなみに、1976年から巨人で王とクリーンアップを組んでいた張本勲は、安田の訃報に際して「自分は（王と同じ左打者ながら）あまり苦にしなかったが、ワンちゃん（王）はなかなかタイミングが合わなかったようだ」とコメント。王も、安田への追悼コメントの中で、「少し変則的な投げ方だったが、投げる球は力強く、テンポが良く度胸もあった」と述べている[21]。
- 通算与四球率1.70は1500投球回以上では歴代12位、左腕に限れば歴代1位。通算BB％（与四球数×100/対戦打者数）4.587も1500投球回以上で歴代11位、左腕では歴代1位。

## 逸話
- 1971年のドラフトで安田より上位（3位）の指名を受けて広島へ入団していた左の永射保は、入団後に伸び悩んでいたが、安田が王を巧みに打ち取る姿をヒントに、遅い癖球で打者を翻弄する投球スタイルの確立を模索。2年目の1973年のシーズン終了後から、オーバースローだった投球フォームをサイドスローに変更した。実際にはその直後に交換トレードで太平洋へ移籍したものの、移籍後もフォームの改良を重ねた末に1976年から一軍へ定着し、1990年にダイエーで現役を引退するまで、球界を代表する変則型の左投手として、先発でも救援でも実績を残している。
- 王との関係は、王の引退翌年（1981年）に現役を退いてからも続いていた。安田より前（2006年）に胃がんで胃の全摘手術を受けた王は、安田が同じ病と闘っていることを人づてに聞き付けると、自身のサインに「気力で乗り切ってください」というメッセージを添えた色紙を安田に贈った。安田は生前、この色紙を自宅に飾って、闘病生活の励みにしていたという[32]。
- タレントの出川哲朗は横浜市の出身だが、現在に至るまで（地元に本拠地のあるベイスターズではなく）東京ヤクルトスワローズのファンであることを公言している。幼少期にテレビ中継で見た対巨人戦で、当時のスター選手だった王を安田が抑え込んだシーンへ感動したことによる[37]。安田にとって生前最後の公の場になった2019年のヤクルトOB戦では、始球式を任された出川に対して、安田が始球式用のボールを直々に渡している[11]。

## 登場する作品
- いしいひさいちの漫画『がんばれ!!タブチくん!!』では、安田がモデルの『ヤスダ』投手が登場し、「新魔球」をたびたび披露して活躍する。この「新魔球」は前述の安田のクセ球がヒントになったものである（なお、チームメイトの大矢明彦が『オーヤくん』、当時ヤクルト監督だった広岡達朗が『ヒロオカ監督』で登場）[38]、ペンギンに例えられるキャラクター描写もある[39]。このキャラクターはコーチ昇格後だけでなく、小説雑誌編集者など役柄を変え、いしいマンガに重用され続け、今なお朝日新聞連載『ののちゃん』に小学校教師として（同僚役のタブチともども）登場し続け、いしいの漫画世界の主要キャラの一人になっている。漫画のヤスダはオーヤとバッテリーを組んでいたが、実際の安田は八重樫幸雄と組むことが多かった[40]。
- 安田自身は「何事も遊び心や余裕が大事」と心得ていて、ヤクルトの投手時代には、『ヤスダくん』で描かれたふてぶてしさをプレーで見せることもあった。生前には、球速が60km/h程度のスローボールで打者を打ち取った後に、外野の方を向いてグラブで顔を隠しながら笑ったことも明かしている[18]。もっとも、『がんばれ!!タブチくん!!』の映画化に際しては、キャラクター協力の御礼として映画のペアチケットしか贈られなかったという。
- その一方で、スワローズのファンにして安田とも親交のあった小野ヤスシは、自身の著書で「『ヤスダくん』のキャラクターは安田本人と違う」と記している。現に、『がんばれ!!タブチくん!!』における『ヤスダくん』の描写を例に取れば、現実には妻を同伴させていた契約更改が「娘を同伴」、現実には百貨店の歳暮を自転車で配達していたオフシーズンの過ごし方が「行商」に置き換えられている[13]。ただし、コーチ昇格後は「『ドバシ監督』に振り回される常識人」の役回りとなり、『ヤスダくん』のキャラクター設定が教師や編集者に変わってからは、「『タブチくん』に突っ込みを入れる常識人」として描かれるようになった。
- ファミリーコンピュータのソフト『プロ野球ファミリースタジアム』（シリーズ第1作）でヤクルトのパロディチームSチームの投手として登場する。同作品が発売された1986年にはすでに現役を引退していたが、発売当時の主力投手であった高野光・荒木大輔・阿井英二郎と共にクレジットされている。左右への変化球の能力が高い抑え型投手となっている。

## 詳細情報

### 年度別投手成績
| 年 度      | 球 団      | 登 板 | 先 発 | 完 投 | 完 封 | 無 四 球 | 勝 利 | 敗 戦 | セ 丨 ブ | ホ 丨 ル ド | 勝 率 | 打 者 | 投 球 回 | 被 安 打 | 被 本 塁 打 | 与 四 球 | 敬 遠 | 与 死 球 | 奪 三 振 | 暴 投 | ボ 丨 ク | 失 点 | 自 責 点 | 防 御 率 | W H I P |
| ---------- | ---------- | ----- | ----- | ----- | ----- | -------- | ----- | ----- | -------- | ----------- | ----- | ----- | -------- | -------- | ----------- | -------- | ----- | -------- | -------- | ----- | -------- | ----- | -------- | -------- | ------- |
| 1972       | ヤクルト   | 50    | 12    | 3     | 2     | 1        | 7     | 5     | --       | --          | .583  | 668   | 168.2    | 136      | 6           | 31       | 4     | 2        | 81       | 0     | 0        | 51    | 39       | 2.08     | 0.99    |
| 1973       | ヤクルト   | 53    | 14    | 11    | 4     | 5        | 10    | 12    | --       | --          | .455  | 799   | 208.2    | 175      | 13          | 25       | 9     | 1        | 107      | 0     | 0        | 50    | 47       | 2.02     | 0.96    |
| 1974       | ヤクルト   | 28    | 15    | 4     | 0     | 0        | 9     | 5     | 0        | --          | .643  | 547   | 130.1    | 143      | 6           | 17       | 5     | 4        | 63       | 0     | 0        | 50    | 46       | 3.18     | 1.23    |
| 1975       | ヤクルト   | 44    | 27    | 13    | 3     | 7        | 16    | 12    | 4        | --          | .571  | 978   | 243.2    | 238      | 20          | 36       | 10    | 0        | 101      | 1     | 0        | 78    | 74       | 2.73     | 1.12    |
| 1976       | ヤクルト   | 38    | 32    | 12    | 0     | 6        | 14    | 13    | 2        | --          | .519  | 954   | 229.1    | 242      | 38          | 32       | 9     | 2        | 79       | 0     | 1        | 113   | 100      | 3.93     | 1.19    |
| 1977       | ヤクルト   | 51    | 20    | 8     | 1     | 3        | 17    | 16    | 6        | --          | .515  | 894   | 214.0    | 229      | 35          | 51       | 10    | 3        | 108      | 2     | 0        | 95    | 89       | 3.74     | 1.31    |
| 1978       | ヤクルト   | 47    | 21    | 6     | 1     | 0        | 15    | 10    | 4        | --          | .600  | 800   | 182.2    | 228      | 13          | 50       | 9     | 3        | 71       | 1     | 1        | 92    | 80       | 3.93     | 1.52    |
| 1979       | ヤクルト   | 19    | 10    | 0     | 0     | 0        | 1     | 4     | 0        | --          | .200  | 221   | 46.1     | 69       | 8           | 21       | 3     | 1        | 19       | 1     | 0        | 32    | 32       | 6.26     | 1.94    |
| 1980       | ヤクルト   | 22    | 9     | 2     | 2     | 1        | 4     | 3     | 1        | --          | .571  | 319   | 77.2     | 77       | 12          | 20       | 3     | 0        | 24       | 0     | 0        | 33    | 33       | 3.81     | 1.25    |
| 1981       | ヤクルト   | 6     | 0     | 0     | 0     | 0        | 0     | 0     | 0        | --          | ----  | 32    | 7.0      | 11       | 3           | 2        | 0     | 0        | 2        | 0     | 0        | 7     | 7        | 9.00     | 1.86    |
| 通算：10年 | 通算：10年 | 358   | 160   | 59    | 13    | 23       | 93    | 80    | 17       | --          | .538  | 6212  | 1508.1   | 1548     | 154         | 285      | 62    | 16       | 655      | 5     | 2        | 601   | 547      | 3.26     | 1.22    |

- 各年度の太字はリーグ最高

### タイトル
- 最優秀防御率：2回 （1972年、1973年）

### 表彰
- 新人王 （1972年）

### 記録
初記録
- 初登板：1972年4月16日、対大洋ホエールズ1回戦（明治神宮野球場）、4回表から2番手で救援登板、3回2失点
- 初先発：1972年4月18日、対阪神タイガース1回戦（神宮）、7回1/3を1失点で勝敗つかず
- 初勝利：1972年4月27日、対広島東洋カープ2回戦（広島市民球場）、4回裏から2番手で救援登板・完了、6回1失点
- 初完投・初完封：1972年8月5日、対大洋ホエールズ15回戦（川崎球場）
- 初本塁打：1974年10月10日、対中日ドラゴンズ25回戦（神宮）、2回裏に三沢淳から2ラン
- 初セーブ：1975年6月1日、対広島東洋カープ6回戦（広島）、9回裏から2番手で救援登板・完了、1回無失点

その他の記録
- オールスターゲーム出場：3回 （1973年、1975年、1977年）
- 連続無四球イニング数（1シーズン[41]）：81イニング（1973年、NPB記録）
- シーズン無四球試合：7（1975年、金田正一と並ぶセ・リーグ左投手記録）

### 背番号
- 22（1972年 - 1981年）
- 79（1982年 - 1986年）
- 82（1990年 - 1994年）